# Wayne Knight

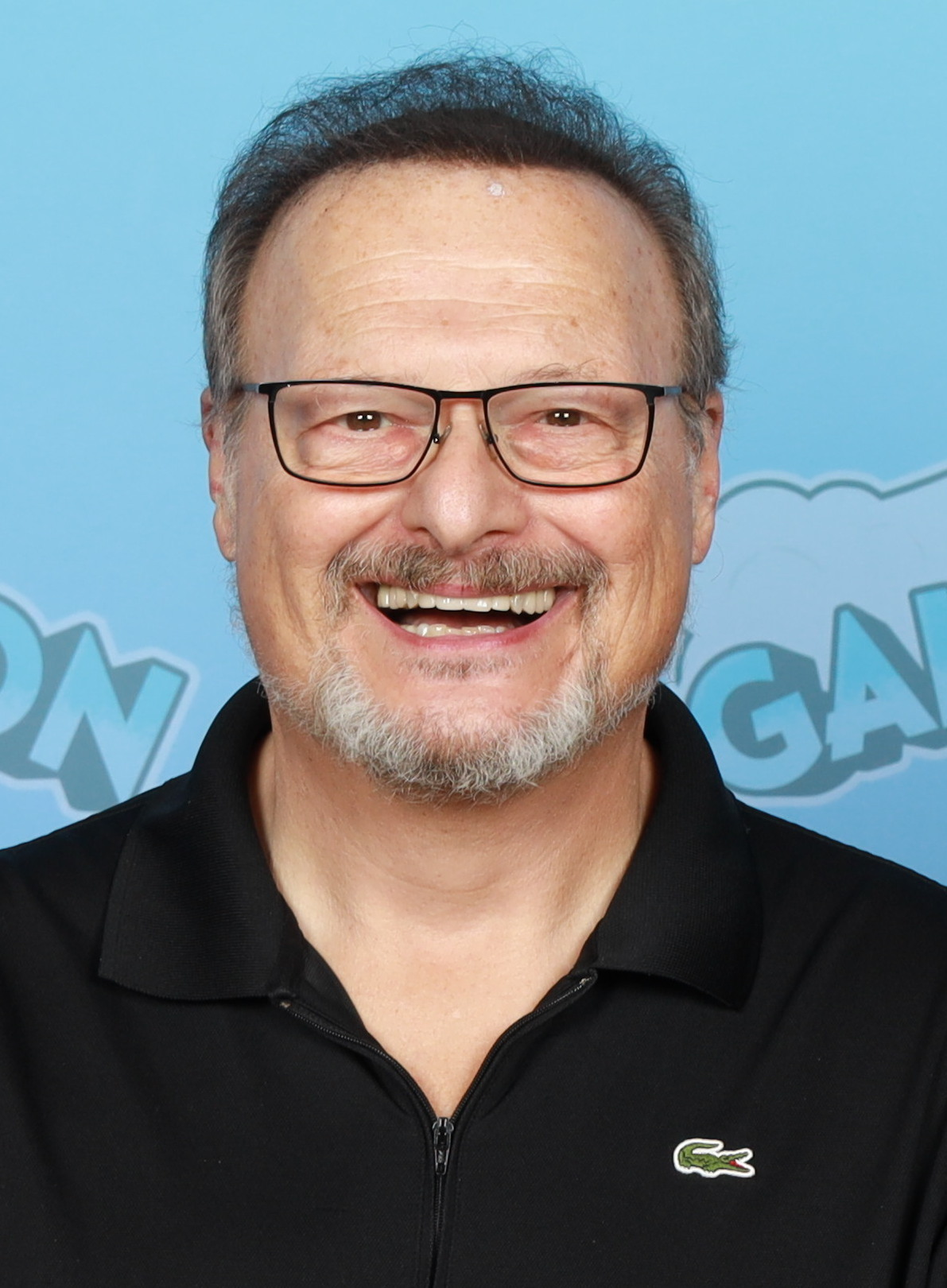
Wayne Knight (2025)

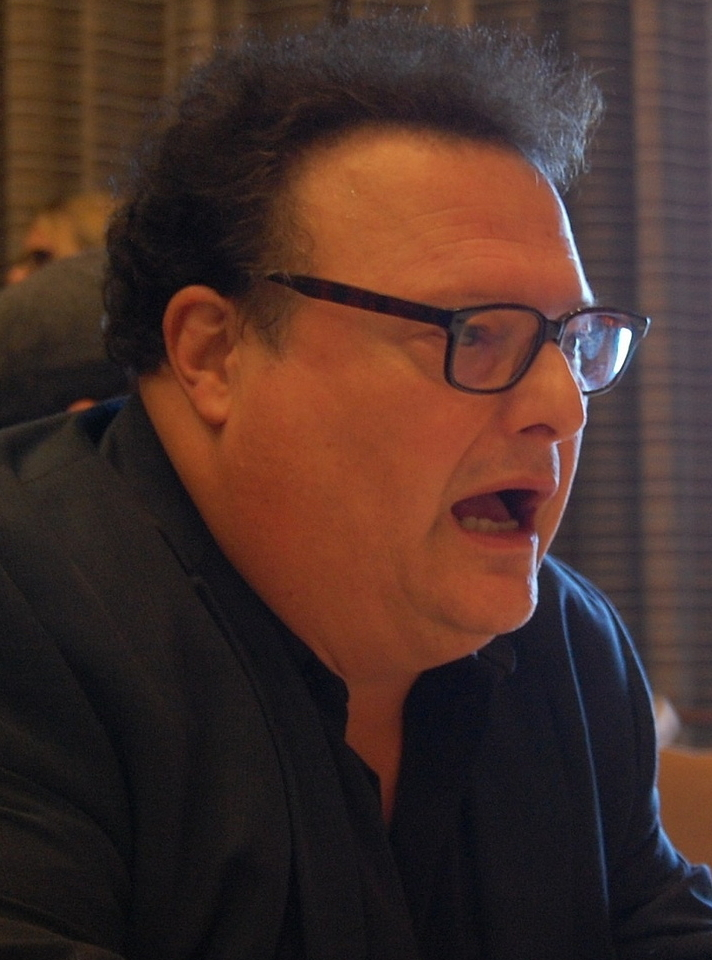
Wayne Knight auf der San Diego Comic-Con (2013)

Wayne Eliot Knight (* 7. August 1955 in Cartersville, Georgia) ist ein US-amerikanischer Schauspieler.

## Leben und Leistungen
Knight studierte eine kurze Zeit Schauspiel an der Universität von Georgia. Er debütierte in einer kleinen Nebenrolle im Filmdrama The Wanderers – Terror in der Bronx (1979). In der Komödie The Sex O’Clock News (1984) übernahm er bereits eine der größeren Rollen. In der britischen Serie Assaulted Nuts aus dem Jahr 1985 spielte er neben Emma Thompson einige Rollen. In den Jahren 1992 bis 1998 spielte er in 45 Folgen der Sitcom Seinfeld den Briefträger Newman, für diese Rolle wurde er 1998 für den Viewers for Quality Television Award nominiert.
Im Thriller Basic Instinct (1992) mit Michael Douglas und Sharon Stone spielte Knight die Rolle des übergewichtigen Staatsanwalts John Correli. In Steven Spielbergs Abenteuerfilm Jurassic Park (1993) spielte er den abtrünnigen Programmierer Dennis Nedry. Für diese Rolle wurde er im Jahr 1994 für den Saturn Award nominiert. In den Jahren 1997 bis 2001 trat er in der Fernsehserie Hinterm Mond gleich links auf, für diese Rolle wurde er in den Jahren 1998 und 1999 für den Screen Actors Guild Award nominiert. Seine Stimme war von 2005 bis 2007 in der Zeichentrickserie Katzekratz zu hören.
2008 war er in der Rolle des Linus ‘Microchip’ Lieberman in dem Film Punisher: War Zone zu sehen. Seit 2011 spielt Knight die Hauptrolle des geschiedenen Haskell Lutz in der Fernsehserie The Exes. In der Zwischenzeit nahm der auch oft als Fiesling oder übergewichtiger Trottel besetzte Schauspieler erheblich ab, was ihm zwar gesundheitlich, aber hinsichtlich der Auswahl der Rollen und der damit verbundenen Präsenz seiner Figuren nicht unbedingt einen Vorteil verschaffte.
Knight war in den Jahren 1996 bis 2003 mit der Makeup-Expertin Paula Sutor verheiratet. Seit Oktober 2006 ist er in zweiter Ehe mit der Filmeditorin Clare de Chenu verheiratet, aus der Ehe ging ein Sohn hervor.

## Filmografie (Auswahl)
- 1979: The Wanderers – Terror in der Bronx (The Wanderers)
- 1984: Das brennende Bett (The Burning Bed)
- 1984: The Sex O’Clock News
- 1986: Geschenkt ist noch zu teuer (The Money Pit)
- 1986: Für immer Lulu
- 1987: Dirty Dancing
- 1988: Ein Leben voller Leidenschaft (Everybody’s All-American)
- 1989: Geboren am 4. Juli (Born on the Fourth of July)
- 1991: V.I. Warshawski – Detektiv in Seidenstrümpfen (V.I. Warshawski)
- 1991: Schatten der Vergangenheit (Dead Again)
- 1991: JFK – Tatort Dallas (JFK)
- 1992–1998: Seinfeld (Fernsehserie, 45 Episoden)
- 1992: Basic Instinct
- 1993: Jurassic Park
- 1994: Der Klient
- 1995: Das Chamäleon (Chameleon)
- 1995: To Die For
- 1996–2001: Hinterm Mond gleich links (3rd Rock from the Sun, Fernsehserie, 100 Episoden)
- 1996: Space Jam
- 1996: Liebe hat zwei Gesichter (The Mirror Has Two Faces)
- 1997: Hercules (Stimme)
- 1997: Zum Teufel mit den Millionen (For Richer or Poorer)
- 1998: Der tapfere kleine Toaster fliegt zum Mars (The Brave Little Toaster Goes to Mars, Stimme)
- 1999: Der Onkel vom Mars (My Favorite Martian, Stimme)
- 1999: Tarzan (Stimme)
- 1999: Toy Story 2 (Stimme)
- 1999: Pros and Cons
- 2000: Captain Buzz Lightyear – Star Command (Buzz Lightyear of Star Command, Fernsehserie, Stimme, 14 Episoden)
- 2001: Rat Race – Der nackte Wahnsinn (Rat Race)
- 2001: Die wilden Siebziger (That ’70s Show, Fernsehserie, Episode 4x01)
- 2002: Wettfieber (Bleacher Bums, Fernsehfilm)
- 2002: Master Spy: The Robert Hanssen Story (Fernsehfilm)
- 2002: Becker (Fernsehserie, Episode 4x17)
- 2003: Twilight Zone (Fernsehserie, Episode 17: Wie sehr lieben Sie ihre Kinder?)
- 2003–2006 Xiaolin Showdown (Fernsehserie, Stimme, 52 Episoden)
- 2003: Im Dutzend billiger (Cheaper by the Dozen)
- 2004: Black Cloud
- 2005–2007: Katzekratz (Catscratch, Fernsehserie, Stimme, 7 Episoden)
- 2005: Dinotopia: Quest for the Ruby Sunstone (Stimme)
- 2006: CSI: NY (Fernsehserie, Episode 2x15)
- 2007: Forfeit
- 2007: Throwing Stars
- 2008: Kung Fu Panda (Stimme)
- 2008: Punisher: War Zone
- 2009: CSI: Den Tätern auf der Spur (CSI: Crime Scene Investigation, Fernsehserie, Episode 10x03)
- 2009: Nip/Tuck – Schönheit hat ihren Preis (Nip/Tuck, Fernsehserie, Episode 6x01)
- 2009: Woke Up Dead (Fernsehserie, 10 Episoden)
- 2010: Bones – Die Knochenjägerin (Bones, Fernsehserie, Episode 6x07)
- 2010–2011: Hot in Cleveland (Fernsehserie, 5 Episoden)
- 2011: Torchwood (Fernsehserie, 3 Episoden)
- 2011–2015: The Exes (Fernsehserie, 54 Episoden)
- 2012: She Wants Me
- 2012: Excuse Me for Living
- 2016: Hail, Caesar!
- 2017: Narcos (Fernsehserie, 2 Episoden)
- 2018: Blindspotting
- 2018: Die Wahrheit über den Fall Harry Quebert (The Truth About the Harry Quebert Affair, Fernsehserie, 10 Episoden)
- 2020: Come back, Mr. Dundee (The Very Excellent Mr. Dundee)
- 2021: 12 Mighty Orphans
- 2021: Zurück ins Outback (Back to the Outback, Stimme)
- 2022: Darby and the Dead
- 2024: Them (Fernsehserie, 5 Episoden)
- 2024: Die wilden Neunziger (That ’90s Show, Episode 2x07)